# 董家河镇 (铜川市)
董家河镇，是中华人民共和国陕西省铜川市耀州区下辖的一个乡镇级行政单位。

## 行政区划
董家河镇下辖以下地区：
孝义社区、董家河村、石凹村、凤凰村、东柳池村、西柳池村、王家砭村、阳凹村、董寨村、土桥村、冯家桥村和党家河村。